# Wiara czyni czuba
Wiara czyni czuba (tytuł oryg. Religulous) – komedia dokumentalna produkcji amerykańskiej z 2008 w reżyserii Larry’ego Charlesa, którego scenariusz napisał i główną rolę zagrał amerykański komik Bill Maher. Angielski tytuł filmu jest kontaminacją słów „religion” (religia) i „ridiculous” (śmieszny). Film jest jednocześnie analizą i szyderstwem z wiary religijnej i religii zorganizowanej.

## Opis
W filmie w przeważnie satyrycznym tonie przedstawione są poglądy przedstawicieli różnych wyznań, sekt lub osób niereligijnych. Ekipa filmowa podróżuje między innymi do Jerozolimy, Watykanu i Salt Lake City. Bill Maher przeprowadza wywiady z chrześcijanami, muzułmanami, chasydami, byłym żydem nawróconym na chrześcijaństwo, byłymi mormonami oraz wielebnym kościoła w Amsterdamie, w którym obiektem kultu są konopie indyjskie. Maher przybywa też do Speakers’ Corner w londyńskim Hyde Parku, gdzie w przebraniu „rozgłasza” dogmaty scjentologii.
W filmie pokazana jest również wycieczka po Muzeum Stworzenia, a Bill Maher omijając ochronę muzeum, przeprowadza wywiad z jego założycielem, Kenem Hamem. Muzeum ukazuje powstanie świata i człowieka według Księgi Rodzaju, m.in. człowieka mieszkającego wraz z dinozaurami i osiodłanego triceratopsa.
Ukazane są także opinie na temat braku tolerancji homoseksualizmu przez religie, takie jak rozmowa w poradni usiłującej zmienić orientację klientów na heteroseksualną oraz wizyta w barze dla gejów muzułmańskich w Amsterdamie.
Pod koniec projekcji, ton filmu zmienia się w poważny. Maher podsumowuje film, stwierdzając, że „wiara czyni cnotę z bezmyślności”, a osoby „głoszące wyższość wiary to okupanci intelektu, trzymający ludzkość w niewoli wymysłów, które spowodowały tyle nieszczęść i zniszczenia”.

## Dochód
Budżet filmu wyniósł 2,5 mln USD. Mimo ograniczenia dystrybucji do 568 kin osiągnięto dochód 13 136 074 dolarów.

## Krytyka
Bill Maher wyraża w filmie pogląd, iż egipskie bóstwo Horus jest pierwowzorem postaci Jezusa w religii chrześcijańskiej. Pogląd ten bierze się z wydanej w 1907 roku książki autorstwa Geralda Masseya (1828–1907) pt. Ancient Egypt: The Light of the World, książki The Pagan Christ amerykańskiego nauczyciela i pisarza Alvina Boyda Kuhna (1880–1963) oraz prac Godfreya Higginsa (1772–1833). Idea ta została później spopularyzowana przez film Duch epoki. Jak wskazał profesor Kenneth A. Kitchen z Uniwersytetu w Liverpoolu, żaden z tych trzech autorów nie jest wymieniony w książce M.L. Bierbriera Who Was Who in Egyptology, a ponadto w obszernej bibliografii poświęconej starożytnemu Egiptowi Idy B. Pratt nie widnieje żadna z ich prac. Ron Leprohan, profesor egiptologii z Uniwersytetu w Toronto stwierdził, że choć „sa” znaczy w starożytnym egipskim „syn”, a „iu” oznacza „przyjść”, analiza językowa przeprowadzona przez Kuhna jest błędna, zaś słowo „Iusa” nie występuje w języku egipskim.

## Nominacje

### Satelity
2009: Satelita — Najlepsze wydanie DVD filmu dokumentalnego
2008: Satelita — Najlepszy film dokumentalny